# Museo Histórico Nacional (Chile)
El Museo Histórico Nacional (MHN) es un museo estatal chileno, dependiente del Servicio Nacional del Patrimonio Cultural (SNPC), cuya misión es "facilitar a la comunidad nacional, el acceso al conocimiento y recreación de la historia del país, para que se reconozca en ella, a través del acopio, conservación, investigación y difusión del patrimonio tangible e intangible que constituye la memoria histórica de Chile".
El museo se encuentra instalado desde 1982 en el ex Palacio de la Real Audiencia, también denominado Palacio de la Independencia, en la vereda norte de la plaza de Armas de Santiago, que data de 1808. Es uno de los tres museos de la ciudad que posee el rango de nacional, junto al de Bellas Artes y al de Historia Natural.

## Historia
En 1873, fue organizada la denominada "Exposición del Coloniaje", una exposición de objetos antiguos para recordar el pasado histórico de Chile, iniciativa del intendente de Santiago Benjamín Vicuña Mackenna, que tuvo su sede en la antigua Residencia de los Gobernadores –sitial que ocupa actualmente el edificio del Correo Central–.
En 1874, a partir de la idea de establecer un museo permanente de carácter histórico, se instaló un Museo Histórico en el castillo Hidalgo, en el cerro Santa Lucía, cuya colección se formó a partir de algunos objetos de la Exposición del Coloniaje.
En la primera década del siglo XX y pronto a conmemorase el centenario de Chile, el intelectual, Luis Montt Montt, entonces director de la Biblioteca Nacional, propuso organizar una nueva exhibición histórica. Una vez lista, ocupando como sede la antigua mansión de la familia Urmeneta (ubicada en calle Monjitas), abrió sus puertas con un gran número de objetos y con un gran éxito de público. de esta forma, los organizadores solicitaron al gobierno la firma del decreto que crearía al Museo Histórico Nacional, un 2 de mayo de 1911, siendo presidente de la República, Ramón Barros Luco y gracias a las gestiones del senador Joaquín Figueroa Larraín, quien pasó a ser presidente del consejo directivo del Museo, considerado también su fundador.

## Edificio

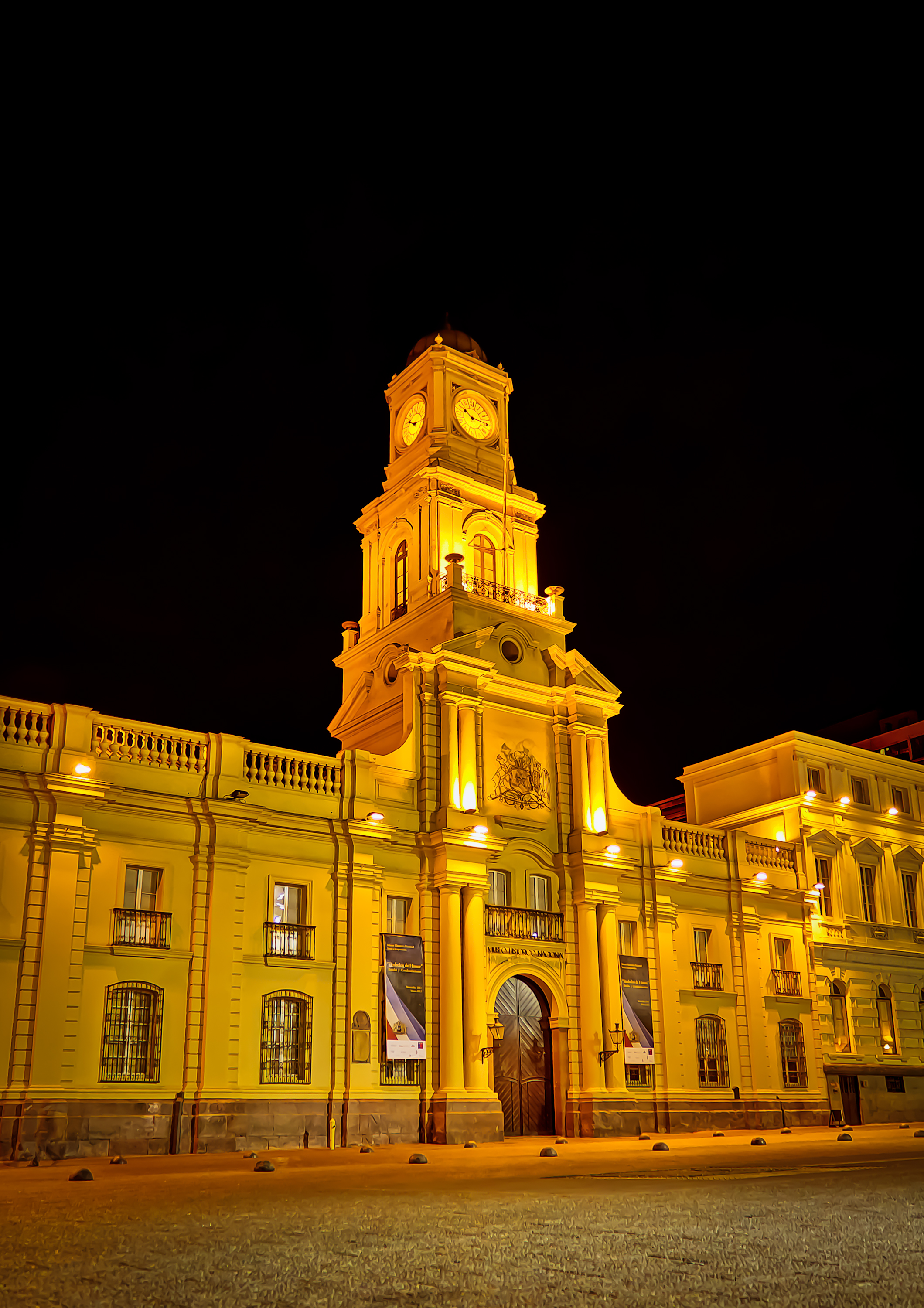
Museo Histórico Nacional con iluminación nocturna

Desde 1982 las dependencias del museo –exhibiciones, oficinas, laboratorios y depósitos– se encuentran ubicadas en el "Palacio de la Real Audiencia y Cajas Reales", también denominado "Palacio de la Independencia", en el vereda norte de la Plaza de Armas de Santiago de Chile, que fue construido por Juan José de Goycolea y Zañartu en albañilería de cal y canto, entre 1804-1807, e inaugurado en 1808.
Al inicio de la Independencia, el edificio que ocupa actualmente el Museo Histórico Nacional, era la sede la Real Audiencia y se convirtió en el centro de los sucesos políticos de aquella época: fue la sede del Primer Congreso Nacional en 1811, y la casa de gobierno durante la Patria Vieja, entre 1812 a 1814. En el periodo de la reconquista española fue nuevamente sede de la Real Audiencia.
En 1818, el Palacio de la Real Audiencia fue designado oficialmente como casa de gobierno por el director supremo Bernardo O'Higgins, denominándolo "Palacio de la Independencia". Este edificio fue utilizado como la casa del presidente y sede de los ministerios de Estado y otras oficinas públicas hasta fines del primer gobierno del presidente Manuel Bulnes. Luego de ello, el inmueble continuó albergando diversas instituciones y organismos públicos.
En 1969 fue declarado Monumento Nacional. Posteriormente pasó a manos del Museo Histórico Nacional, que lo restauró entre 1978 y 1982 y acondicionó para albergar sus colecciones.

## Exposición

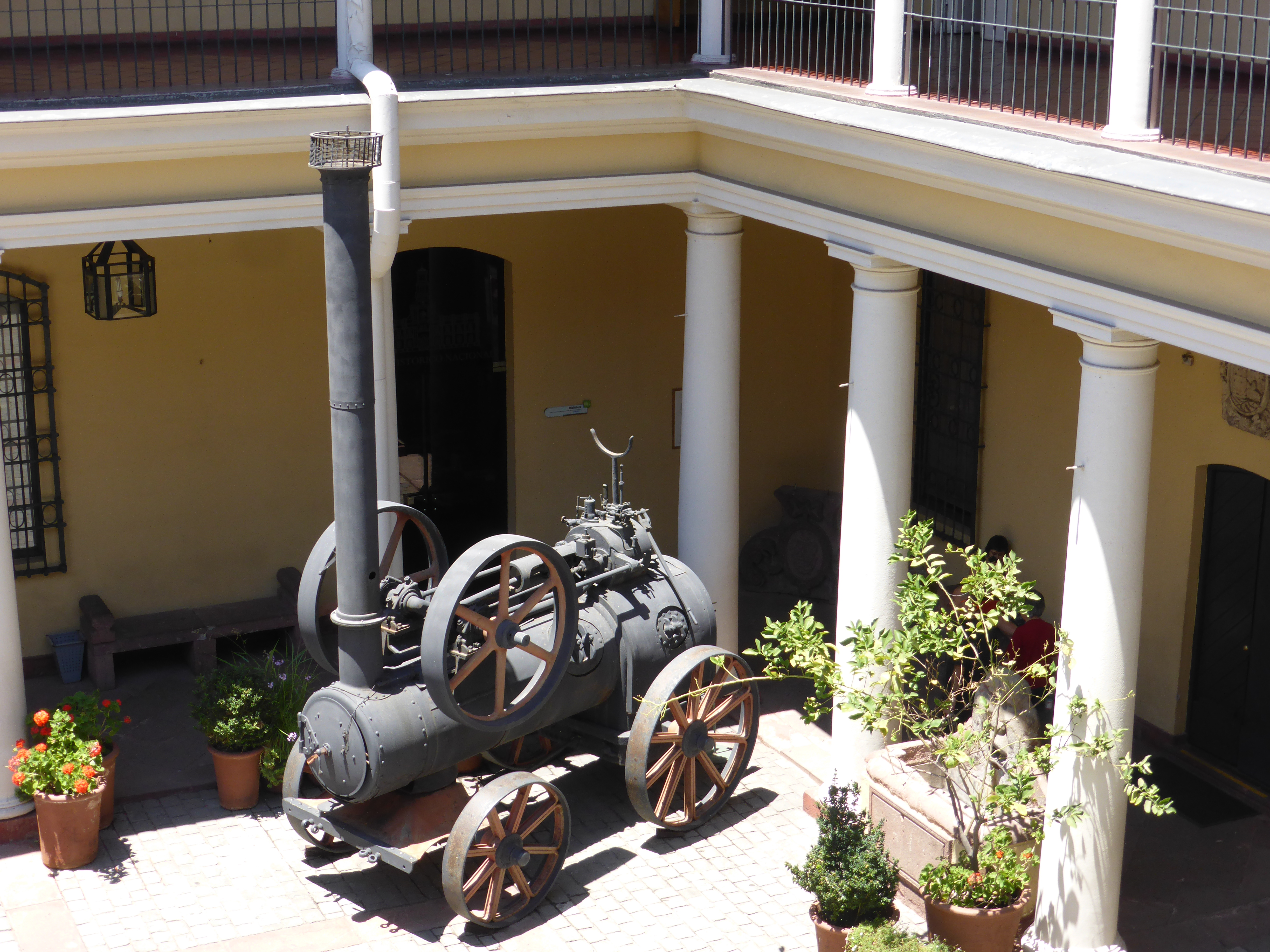
Patio del museo con un locomóvil agrícola Marshall, hacia el año 1900.

El museo posee importantes colecciones histórico-patrimoniales, con objetos y documentos de la historia de Chile.